# Années 220 av. J.-C.
Les années 220 av. J.-C. couvrent les années de 229 av. J.-C. à 220 av. J.-C.

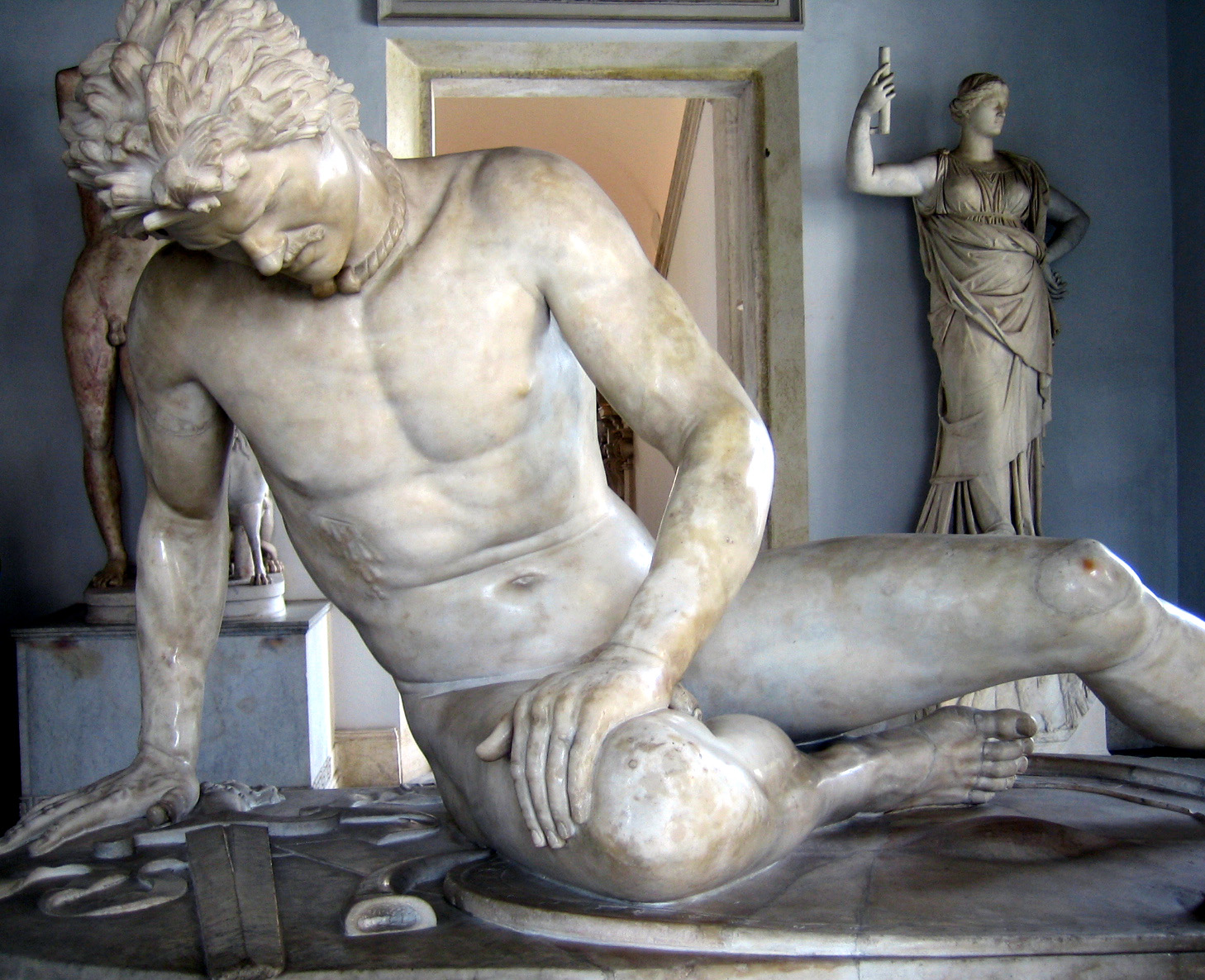
Gaulois mourant au musée du Capitole (Rome), H. 0,95 cm, inventaire MC 747

## Événements

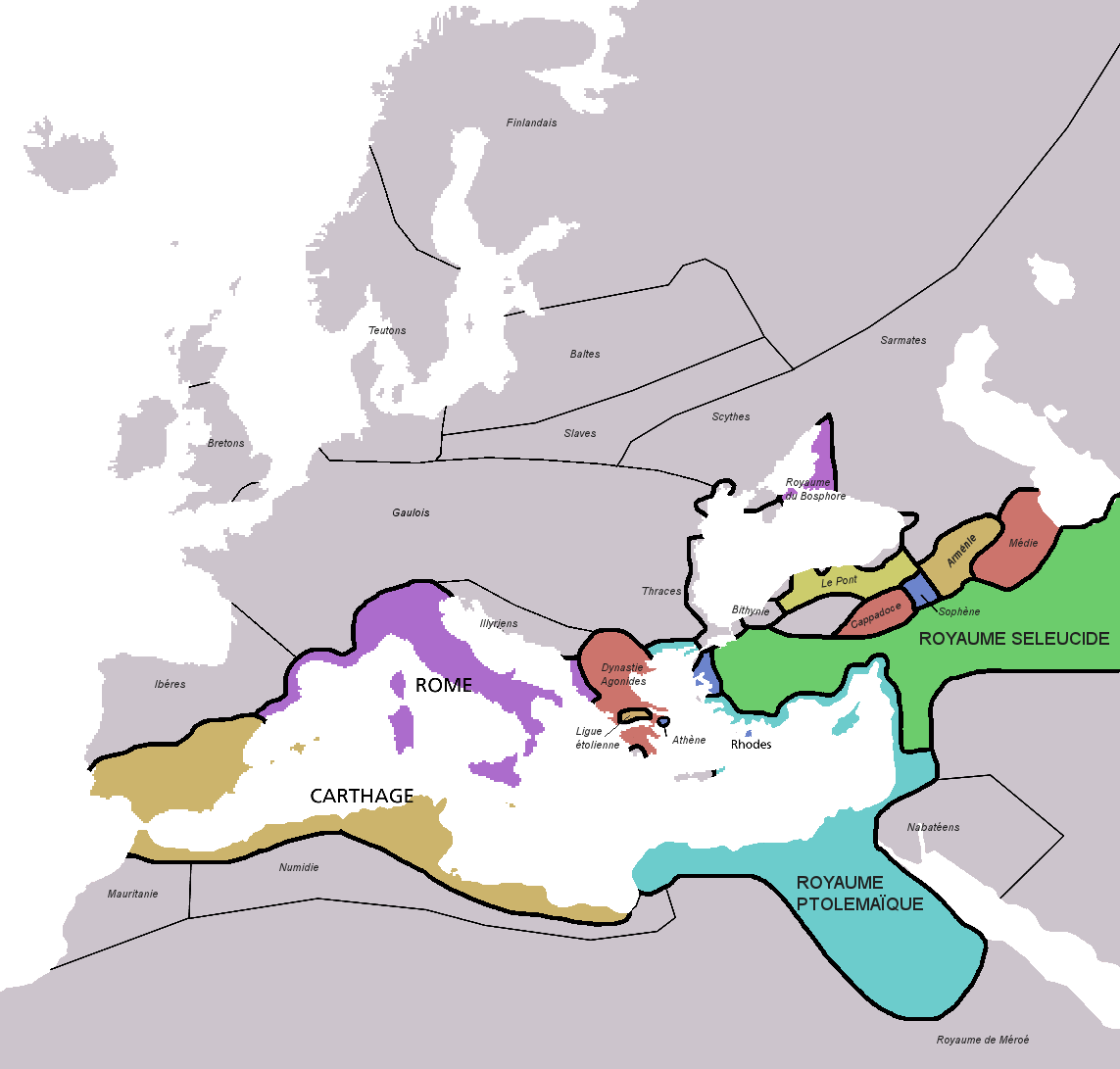
La Méditerranée vers 220 av. J.-C.

- Vers 231-227  av. J.-C. : échec d'une expédition de Séleucos II contre les Parthes ; il doit reconnaitre l'indépendance des Arsacides[1].
- 230-221 av. J.-C. : guerres d'unification de Qin en Chine ; Zheng, le futur empereur Qin Shi Huangdi, envahit Han en 230,  Zhao en 228, Wei en 225,  Chu en 223,  Yan en 222 et  Qi en 221[2]. Ces campagnes ont dû provoquer la mort de centaines de milliers d’hommes. Elles sont précédées par de vastes plans d’espionnage et de corruption des ministres et des généraux des États rivaux, et en vain de l’assassinat des serviteurs restés fidèles.
- 229-228 av. J.-C. : première guerre romaine en Illyrie[3].
- 229-227 av. J.-C. : Attale Ier de Pergame conquiert l’Asie Mineure après trois victoires successives sur Antiochos Hiérax[4].
- 227 av. J.-C. :
  - destruction du colosse de Rhodes[5] ;
  - la création des premières provinces romaines, Sicile conquise en 241 av. J.-C., Corse-Sardaigne en 237 av. J.-C., entraîne la création de gouverneurs, revêtus de l’imperium complet — militaire, civil, judiciaire — que l’absence de collègues, l’éloignement de Rome et l’étendue de leurs attributions dotent de prérogatives extrêmement larges[6]. Le Sénat, contre les ambitions individuelles, dispose cependant de moyens : il désigne les provinces consulaires, droit qui lui permet, par l’attribution de provinces secondaires, de déjouer les vues des magistrats jugés dangereux. Il fixe souverainement les effectifs militaires et le montant du budget dont chaque gouverneur peut disposer. Par la prorogation, qu’il peut accepter ou refuser, il tient les magistrats et les promagistrats. L’armée civique reste attachée au régime et les chefs militaires ne peuvent y compter pour leurs projets personnels.

- 226 av. J.-C. : traité de l'Iber[7].
- 225 av. J.-C. : invasion de l'Italie par les Celtes. Bataille de Télamon. Création de la Gaule cisalpine[8].
- 222 av. J.-C. : 
  - bataille de Sellasia[9].
  - victoire romaine à la bataille de Clastidium et prise de Mediolanum (Milan), capitale des Celtes insubres[8].
- 221 av. J.-C. : unification de la Chine sous la dynastie Qin[10].

## Personnalités significatives
- Antigone III Doson
- Antiochos III
- Arsinoé III
- Attale Ier
- Cléomène III
- Flaminius Nepos
- Hasdrubal le Beau
- Ptolémée IV
- Qin Shi Huang